# Антипьев, Анатолий Григорьевич
Анато́лий Григо́рьевич Анти́пьев (19 августа 1941, Молотов — 1 июня 2014, Пермь) — российский социолог, доктор социологических наук (1993), профессор (1994), заведующий кафедрой социологии и политологии Пермского университета.
Член проблемного совета Минвуза РСФСР «Трудовой коллектив в современном обществе». Председатель пермского филиала общества «Знание». Автор монографий и учебников (в том числе с грифом Минобра).

## Биография
Трудовую деятельность после окончания школы начал в качестве строительного рабочего. Четыре года служил в Военно-морском флоте. После службы год работал на заводе электриком.
В 1965 году поступил в Пермский государственный педагогический институт на физико-математический факультет. После окончания учёбы был оставлен в институте для работы в социологической лаборатории. В 1972 году поступил в очную аспирантуру и через два года защитил в МГПИ им. В. И. Ленина кандидатскую диссертацию «Профессиональная ориентация и массовая коммуникация в условиях развитого социалистического общества».
В 1974 году присуждена учёная степень кандидата философских наук, а через год — учёное звание доцента.
С 1978 по 1990 год работал учёным секретарем научно-методического центра по проблемам трудового коллектива при Пермском обкоме КПСС. Затем вновь вернулся на кафедру социологии и политологии Пермского пединститута.
В 1993 году в Академии труда и социальных отношений защитил докторскую диссертацию по теме «Социальное управление производственным коллективом при переходе общества на рыночные отношения» (специальность 22.00.08 «Социология управления»). Год спустя присвоено учёное звание профессора кафедры социологии и политологии.
С 1996 по 2010 годы — заведующий кафедрой социологии и политологии Пермского университета.
Сын Константин (род. 1977) — социолог.

## Научная и организаторская деятельность
Исследовал проблемы социального управления на стыке экономики, социологии, политики, культуры, применяя при этом системный и сравнительный методы. Принимал активное участие в многочисленных научных конференциях и семинарах, был постоянным участником социологических конгрессов.
С 1985 по 1990 год — член проблемного совета Минвуза РСФСР «Трудовой коллектив в современном обществе». Участвовал в ряде исследований, проводимых Институтом социологии АН СССР и РАН и другими научными учреждениями.
В 1993, 1995, 1998 годах принимал участие в разработке концепции «Развитие национальных культур и межнациональных отношений народов Прикамья», которая стала основой соответствующих целевых комплексных программ. В 1997 году аналогичная работа была проведена по разработке «Концепции социального партнерства в Пермской области». С 1997 по 2014 год был организатором ежегодных региональных научно-практических конференций по теме «Молодёжь России и Пермского края на рынке труда».
Один из основателей аспирантуры на кафедре социологии и политологии Пермского университета. Действительный член Международной академии наук педагогического образования (2004).
Был членом Советской социологической ассоциации (с 1974), позднее — Российского общества социологов (с 1997).
Председатель пермской областной организации общества «Знание» РФ. Входил в состав ряда общественных образований при администрации Пермской области и Законодательном собрании.

## Награды
- Почетный знак «За вклад в развитие социологического образования в России».

- Лауреат премии Пермской области для выдающихся учёных (2001).
- Нагрудный знак «Почётный работник высшего профессионального образования Российской Федерации»[4]

## Научные труды
Автор многочисленных монографий, включая коллективные; в его активе 400 научных работ: статей, тезисов и докладов, учебных пособий и методических рекомендаций.

### Монографии
- Антипьев А. Г., Захаров Н. Н., Шишигин А. В. Местное самоуправление — социально-политический институт гражданского общества. Пермь: Изд-во Перм. ун-та, 1999.
- Антипьев А. Г. Социологические очерки // Избранное. Пермь, 2001.
- Суслов М. Г., Антипьев А. Г. Местное самоуправление в трансформируемом российском обществе. Пермь: Изд-во ПСИ МОСУ, 2002.
- Суслов М. Г., Антипьев А. Г. Молодежь на старте XXI века / Прикам. социал. ин-т. Пермь, 2008.

### Учебные пособия
- Антипьев А. Г., Дремин М. А. Политология: понятия и структурно-логические схемы : Учеб. пособие. Пермь,1996.
- Антипьев А. Г., Дремин М. А. Политология: понятия и структурно-логические схемы. Пермь, 1996.
- Антипьев А. Г. Введение в политологию. Учебное пособие. Пермь: Изд-во Перм. ун-та, 1998.
- Антипьев А. Г. Введение в социологию // Учебное пособие. Пермь: Изд-во Перм. ун-та, 1999.
- Антипьев А. Г. Введение в политологию : Академический Проект ; Екатеринбург : Деловая книга, 2005.
- Антипьев А. Г. Основы социологии и политологии : учебное пособие для студентов образовательных учреждений среднего профессионального образования / Антипьев А. Г., Захаров Н. Н. ; Прикамский современный социально-гуманитарный колледж. — Пермь : Прикамский современный социально-гуманитарный колледж, 2006
- Антипьев А. Г. Введение в методологию социологии; Прикам. соц. ин-т. Пермь : [б. и.], 2008.
- Антипьев А. Г. Введение в специальность : учебное пособие для будущего социолога. Пермь : [б. и.], 2007.
- Антипьев А. Г., Попов В. Г. Методология социологии: учебное пособие для студентов специальности "Социология" ; Федер. агентство по образованию, Перм. гос. ун-т. Пермь : [б. и.], 2009.
- Антипьев А. Г., Попов В. Г. История отечественной социологии. Вопросы и ответы : учебно-методические материалы для студентов специальности «Социология» / Министерство образования и науки Российской Федерации, ГОУ ВПО «Пермский государственный университет» ; Пермь: Издательство Пермского государственного университета, 2010.

### Статьи
- Антипьев А. Г. Гуманизация и гуманитаризация образования: состояние и проблемы// Высшее образование в России, № 6, 2009, С 98-102
- Антипьев А. Г. Современное российское общество и проблемы развития культуры // Научный журнал «Гуманитарное знание»,2010
- Антипьев А. Г.«Архаичное» российское общество и проблемы его модернизации // Научный журнал «Гуманитарное знание», 2010
- Антипьев А. Г., Антипьев К. А. Причины недооценки социокультурного фактора в России в условиях кризиса // Вестник Пермского университета, Вып.1(1), Пермь, 2010, С 154—160
- Антипьев А. Г. Препятствия на пути модернизации «архаичного» российского общества// Вестник Пермского университета, Вып. 3,Пермь, 2010, С 96 −103
- Антипьев А. Г. Современное российское общество и его социальная структура// Вестник Пермского университета, Пермь, Вып. 1, 2010, С 56-66
- Антипьев А. Г. Модернизация «архаичного» российского общества: состояние и проблемы // Научно-информационный журнал «Вопросы управления», вып 13, 2010
- Антипьев А. Г. Маркова Ю. С. Основные тенденции развития образования в глобализирующемся мире // Вестник Пермского университета, Вып. 3(7), Пермь, 2011, С 116—122
- Антипьев А. Г. Современные вызовы «архаичному» российскому обществу// Вестник Пермского университета, Пермь, Вып. 2(6), 2011, С 122—130
- Антипьев А. Г. Волегов В. С. Структура спроса на профессии (на основе контент- анализа объявлений о работе в г. Перми) // Вестник Пермского университета, Вып.4(8), Пермь,2011 С 107—114
- Антипьев А. Г. Профориентация молодежи в современном российском обществе: состояние и пути развития// Историческая и социально — образовательная мысль, 2012 № 2 (12),С 147—149
- Антипьев А. Г. Местное самоуправление и некоммерческие организации: состояние отношений и проблемы взаимодействия // Вестник Вятского университета, 2012, С 69-73
- Антипьев А. Г. , Маркова Ю.С. А. Турен о причинах кризиса социологии и путях выхода из него // Вестник Пермского университета, Вып.1(9), Пермь, 2012, С 81-91
- Антипьев А. Г., Захаров Н.Н. Социализация современной российской молодежи: состояние и проблемы // Историческая и социально-образовательная мысль, Вып.5(15), 2012, С 121—126
- Антипьев А. Г. О причинах, сдерживающих модернизацию российского общества// Вестник Вятского государственного университета, 2013, С 6-11
- Антипьев А. Г., Антипьев К.А. Специфика толерантности в современном российском обществе // Власть, 2013, С 11-15
- Антипьев А. Г., Антипьев К.А. Социокультурный фактор в модернизации российской экономики и общества// Вестник Пермского университета, Вып. 2(18), Пермь, 2014, С 126—132
- Антипьев А. Г., Волегов В. С. Профессиональная структура рынка труда г. Перми (по материалам люнгитюдного исследования)// Социум и власть № 2(46), 2014, С 12-18